# Evarcha jucunda
Pour les articles homonymes, voir Attus mitratus.
Espèce
Synonymes
- Salticus jucundus Lucas, 1846
- Attus mitratus L. Koch, 1867 nec Hentz, 1846
- Salticus obnixus Blackwall, 1870

Evarcha jucunda est une espèce d'araignées aranéomorphes de la famille des Salticidae.

## Distribution

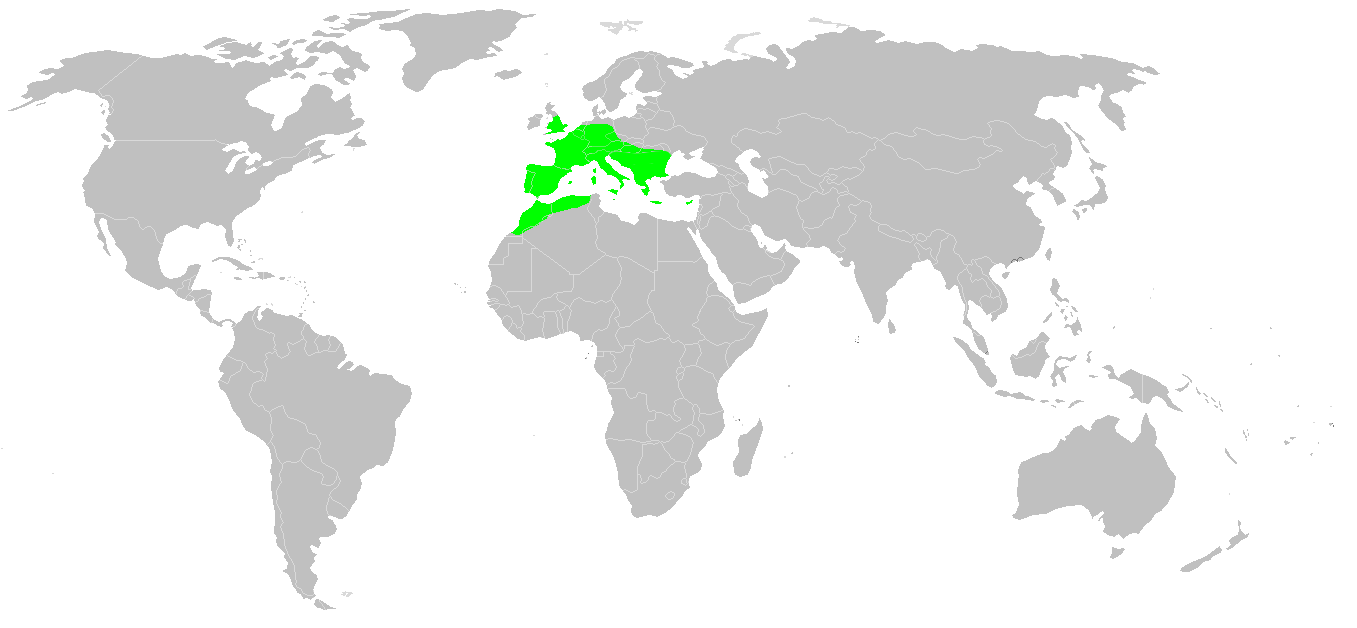
Distribution

Cette espèce se rencontre dans le bassin méditerranéen jusqu'aux îles Canaries.
Elle a été introduite en Belgique et en Allemagne.

## Description
Les mâles mesurent de 5,1 à 6,3 mm et les femelles de 5,5 à 7,4 mm

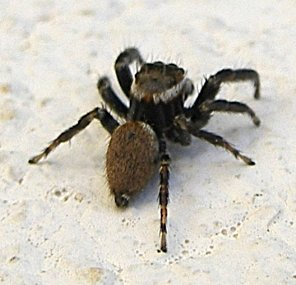
Evarcha jucunda

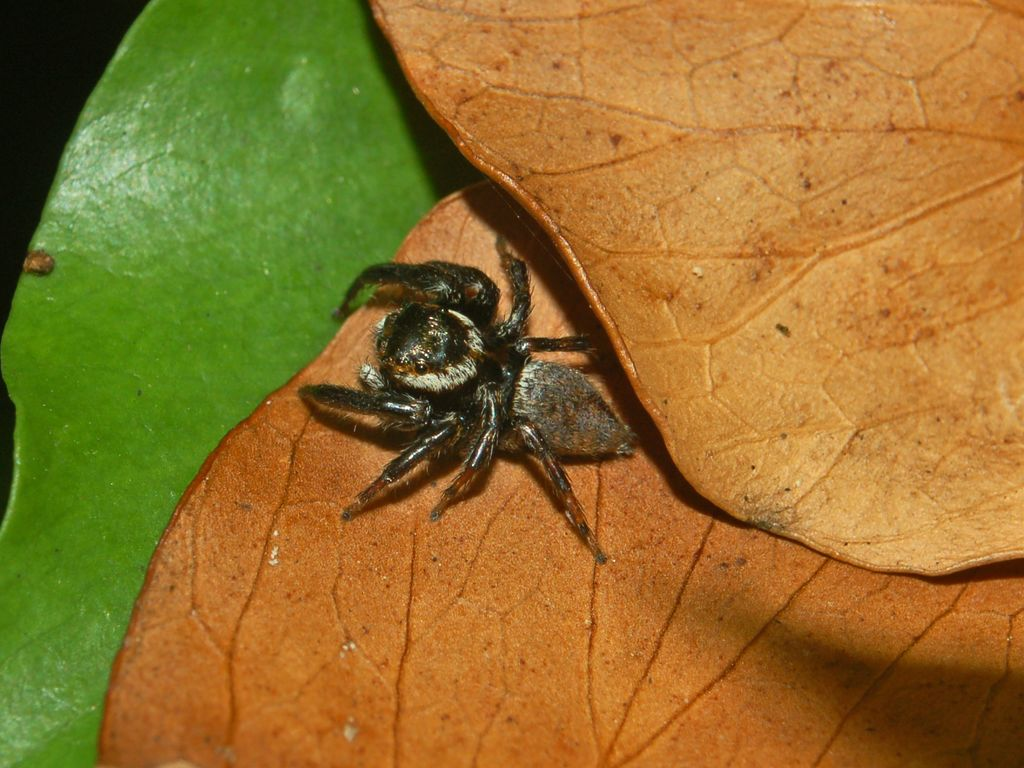
Evarcha jucunda

En règle générale elle montre une grande bande blanche ou jaunâtre entourant la région de la tête et une plus petit à l'extrémité antérieure de l'abdomen. Les mâles sont noirs avec une ligne blanche autour de la tête et le haut de leur abdomen, qui est brun.

## Systématique et taxinomie
Cette espèce a été décrite sous le protonyme Salticus jucundus par Lucas en 1846. Elle est placée dans le genre Phoebe par Simon en 1864, dans le genre Attus par L. Koch en 1867, dans le genre Hasarius par Simon en 1876, dans le genre Ergane par en  puis dans le genre Evarcha par Kulczyński en 1911.
Evarcha eriki, placée en synonymie par Wunderlich en 2017, a été relevée de synonymie par Schäfer en 2022.

## Étymologie
Le nom de l'espèce est dérivé du latin jucundus : « agréable ».

## Publication originale
- Lucas, 1846 : « Histoire naturelle des animaux articulés. » Exploration scientifique de l'Algérie pendant les années 1840, 1841, 1842 publiée par ordre du Gouvernement et avec le concours d'une commission académique, Sciences physiques, Zoologie, vol. 1, p. 89-271.